# Pastinachus gracilicaudus
Pastinachus gracilicaudus és una de les 5 espècies de rajada reconegudes dins del gènere Pastinachus de la família dels dasiàtids.